# Ulmus boissieri
Ulmus boissieri — вид квіткових рослин з родини в'язових (Ulmaceae). Поширення: Західний та Південно-Західний Іран.

## Біоморфологічна характеристика
Ulmus boissieri вирізняється своїм дрібним листям і плодами. Яйцеподібне, зубчасте листя має 1,5–3 см завдовжки, 1,2–2 см завширшки, зазвичай асиметричне біля основи, верхня поверхня гола; жилок листка від 8 до 12; черешок 2–3 мм завдовжки. Безпелюсткові квітки, що запилюються вітром, крихітні. Близькокруглі крилатки діаметром 7–9 мм, з насінинкою, розташованою в центрі.